# Grannus Mensa
La Grannus Mensa è una struttura geologica della superficie di Europa.